# Epiechinus punctisternus
Epiechinus punctisternus är en skalbaggsart som först beskrevs av Lewis 1891.  Epiechinus punctisternus ingår i släktet Epiechinus och familjen stumpbaggar. Inga underarter finns listade i Catalogue of Life.